# Губінек-Колонія
Губінек-Колонія (пол. Kolonia Hubinek) — частина села Губінек у Польщі, в Люблінському воєводстві Томашовського повіту, ґміни Ульгувек.